# 彭貢
彭貢，字用芳，福建福州永泰县人，明朝政治人物，同進士出身。
洪武二十年，福建丁卯乡试中舉。洪武二十一年（1388年）戊辰科進士，任刑部主事。